# Colette Vermeir
Colette Vermeir is een personage in de VTM-televisieserie Familie. Het personage wordt gespeeld door Anne Mie Gils.

## Overzicht
Colette leren we kennen als de nieuwe boezemvriendin van Marie-Rose De Putter. De twee ontmoetten elkaar bij de Rotaryclub en zijn sindsdien onafscheidelijk. Colette heeft het niet graag over haar verleden, maar Marie-Rose haalt haar al snel de pieren uit de neus. Ze vertelt dat ze getrouwd is, maar dat zij en haar echtgenoot al jaren apart leven. Sindsdien woont ze in Monaco, maar nu is ze even teruggekeerd voor zaken, zo blijkt.
Uiteindelijk blijkt dat Colette de echtgenote is van Gilbert Vandersmissen, en dat zij naast hem voor de helft eigenaar is van F@C. Ze wil definitief kappen met haar verleden en wil daarom haar aandelen verkopen, zodat ze kan investeren in het project van haar nieuwe vriend. Gilbert is er als de dood voor dat de aandelen in vreemde handen komen en tracht Mathias Moelaert ertoe te brengen er een bod op te doen. Nog voor er iets concreet wordt, sterft Gilbert plots aan een hartstilstand. Later vertrekt ze samen met haar nieuwe vriend Steven naar het buitenland. 
Enkele maanden later komt ze echter terug aankloppen bij Marie-Rose. Colette blijkt bedrogen door Steven en keert weer voor een tijdje terug naar België, om te logeren bij Marie-Rose.